# 에어 매니지먼트
에어 매니지먼트: 드넓은 하늘에 걸다(일본어: エアーマネジメント 大空に賭ける 에아마네지멘토오오조라니카케루[*])는 1992년 4월 5일, 일본의 코에이에서 발매한 슈퍼패미컴용 경영 시뮬레이션 게임이다. 북미에는 에어로비즈(Aerobiz)라는 타이틀로 발매되었다.
1984년작 톱 매니지먼트에 이은 코에이의 두번째 경영 시뮬레이션 게임이다. 게임의 기본 시스템은 노선연장을 원하는 도시와 협상해 공항 슬롯을 확보하고 취항지 도시에 지사를 설치해 노선을 더욱 확대하는 것이다. 기한 내에 4개 항공사 가운데 가장 빨리 22개 도시를 항로로 연결하는 것이 목표다. 등장 항공사는 모두 가공의 회사명으로 되어 있다. 
개발은 코에이에서 했고, 프로듀서는 시부사와 코우, 음악은 이와사키 타쿠가 담당했다.
발매 당해 FM 타운스, PC-9801, X68000 등 일본 국산 PC용으로 이식되었고, 메가드라이브에도 이식되었다.
1993년 속편으로 에어 매니지먼트 2: 항공왕을 노려라가 발매되었고, 1996년에는 리메이크판으로서 플레이스테이션 및 세가 새턴용 소프트 에어 매니지먼트 '96이 발매되었다.